# 카스퍼스키 랩

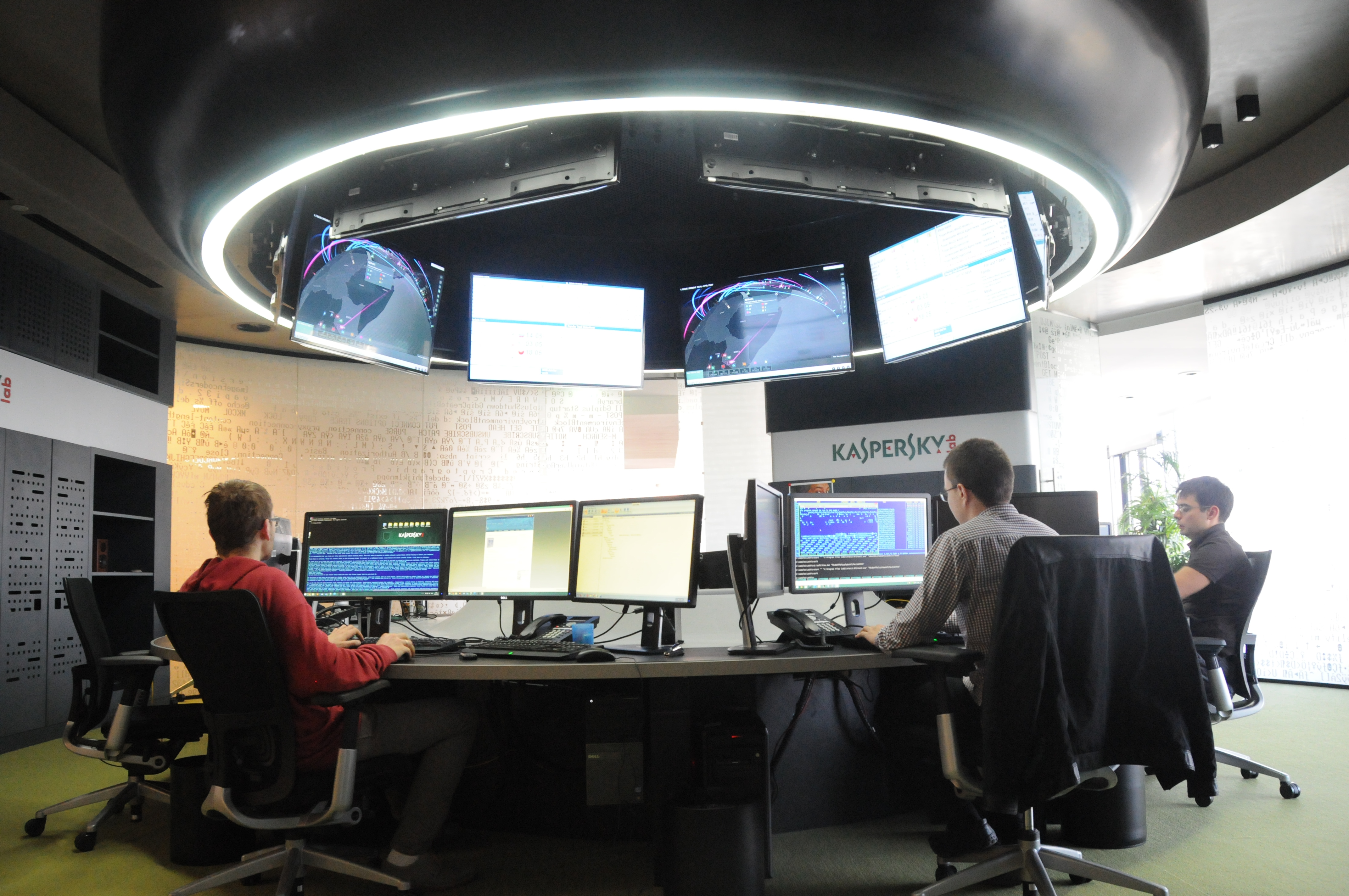
카스퍼스키 바이러스 랩 (2014년 9월 18일)

카스퍼스키 랩(Kaspersky Lab)은 보안제품 카스퍼스키를 개발한 회사이다. 러시아 모스크바에 본사가 있으며 또 전 세계적으로 500사 이상의 파트너가 있다. 현재 개발된 최신 제품으로는 카스퍼스키 인터넷 시큐리티 2019과 카스퍼스키 안티 바이러스 2019, 그리고 카스퍼스키 토탈 시큐리티 등이 있다.

## 카스퍼스키 제품

### 개인 사용자용
- 카스퍼스키 안티 바이러스 (Kaspersky Anti-Virus)
- 카스퍼스키 인터넷 시큐리티 (Kaspersky Internet Security)
- 카스퍼스키 토탈 시큐리티 (Kaspersky Total Security)
- 카스퍼스키 모바일 시큐리티 (Kaspersky Mobile Security)

#### 기능
- 카스퍼스키 안티 바이러스(KAV)

실시간 검사, 바이러스 탐지 및 치료, 취약점 검사 등 백신의 기본 기능 및 KSN(가상화 탐지, 행위 기반, 휴리스틱 감지 등 최신 기술이 탑재
- 카스퍼스키 인터넷 시큐리티(KIS)

KAV 제품에 자체 방화벽, 유해사이트 차단, 메일 프로그램 이용시 스팸 메일 차단 등 부가 기능이 추가됨. Safe Browser가 탑재되어 금융권 사이트 이용시 매우 안전.
- 카스퍼스키 토탈 시큐리티 (KTS)

KIS 제품에 데이터 백업 ,비밀번호 관리 등 부가 기능이 더 추가됨
- 카스퍼스키 모바일 시큐리티 (KMS)

모바일 백신 제품이다.

### 기업/단체용
- Windows Workstation
- Windows Server
- Windows Server Enterprise Edition
- Kaspersky Security Center
- Microsoft Exchange Server
- Linux File Server

## 같이 보기
- 바이러스 검사 소프트웨어
- 바이러스 검사 소프트웨어 목록